# Vatanabe Kóta (labdarúgó)
Vatanabe Kóta (渡辺 皓太) (Kavaszaki, 1998. október 18. –) japán válogatott labdarúgó.

## Pályafutása

### Klubcsapatokban
A labdarúgást a Tokyo Verdy csapatában kezdte. 90 bajnoki mérkőzésen lépett pályára és 4 gólt szerzett. 2019-ben a Yokohama F. Marinos csapatához szerződött. 2019-ben japán bajnoki címet szerzett.

### Válogatottban
A japán válogatott tagjaként részt vett a 2019-es Copa Américán.